# Wereldkampioenschap dammen 1926
De match om het wereldkampioenschap dammen 1926 werd gespeeld van 16 tot 20 juni in Parijs tussen de Fransen Marius Fabre en Stanislas Bizot. Bizot was na zijn winst van het toernooi om de wereldtitel van 1925 uitgedaagd door Fabre. De wereldtitel werd gewonnen door Marius Fabre met een score van 12-8.
Toernooi:
1912 · 
1925 · 
1928 · 
1931 · 
1948 · 
1952 · 
1956 · 
1960 · 
1964 · 
1968 · 
1972 · 
1976 · 
1978/79 · 
1980 · 
1982 · 
1983 · 
1984 · 
1986 · 
1988 · 
1990 · 
1992 · 
1994 · 
1996/97 · 
2001 · 
2003 · 
2005 · 
2007 · 
2009 · 
2011 ·
2013 ·
2015 ·
2017 ·
2019 ·
2021 ·
2023 ·
2025

Match:
1932 · 
1933 · 
1934 · 
1936 · 
1936 · 
1937 · 
1938 · 
1945 · 
1947 · 
1951 · 
1954 · 
1958 · 
1959 · 
1961 · 
1965 · 
1968 · 
1969 · 
1972 · 
1973 · 
1974/75 · 
1979 · 
1981 · 
1983 · 
1984 · 
1985 · 
1987 · 
1990 · 
1991 · 
1993/94 · 
1996 · 
1998 · 
2003 · 
2004 · 
2006 · 
2009 ·
2013 ·
2015 ·
2016 ·
2018/19 ·
2022 ·
2024